# Eupteryx filicum
Eupteryx filicum är en insektsart som först beskrevs av Newman 1853.  Eupteryx filicum ingår i släktet Eupteryx och familjen dvärgstritar. Inga underarter finns listade i Catalogue of Life.